# Margaret Fulton
Margaret Isobel Fulton OAM (6 de octubre de 1924 - 24 de julio de 2019) fue una escritora, periodista, autora y comentarista culinaria australiana nacida en Escocia. Fue la primera de este género de escritores en Australia.
Las primeras recetas de Fulton alentaron a los australianos a alterar su alimento tradicional básico de "carne y tres verduras" y a ser creativos con la comida. Ella promovió la cocina internacional de lugares como España, Italia, India y China. Como editora de cocina de la revista Woman's Day, ella "introdujo estos platos en los hogares australianos a través de sus artículos".
Aunque hizo algo de trabajo televisivo, Fulton se concentró principalmente en la escritura, porque sentía que era su mayor talento.

## Primeros años y carrera
Fulton nació en Nairn en las Tierras Altas de Escocia el 6 de octubre de 1924. Cuando tenía tres años, sus padres emigraron a Australia, estableciéndose en Glen Innes, Nueva Gales del Sur. Fue una Guía de la Niña cuando era niña y líder del Patrulla Urraca en Glen Innes. Durante su tiempo como Guía, aprendió a cocinar sobre una fogata.
Comenzó como maestra de cocina en la Overseas Corporation en 1947 y luego fue ascendida a gerente de ventas. Ella fue "parcialmente responsable de la introducción de la olla a presión en Australia".
En 1954, Fulton, entonces "economista doméstica para una importante firma de fabricantes de cereales", dio una charla sobre "cocinar con cereales listos para comer". Le dijo a la audiencia que "con más esposas y madres trabajando, la rapidez y la facilidad en la preparación de alimentos son una necesidad". Continuó, "Muchas mujeres no tienen entrenamiento en labores domésticas, y los alimentos envasados y listos para usar, como cereales, pasteles, masas y mezclas de galletas, alimentos enlatados y congelados, hacen la vida más fácil". Se repartió una selección de "muffins calientes hechos con salvado", y Fulton les dijo a los oyentes que "Estos son rápidos y fáciles de hacer y muy económicos".
En 1956, durante cuatro días, Fulton ofreció demostraciones de cocina francesa. Cada día fue organizado con una "anfitriona francesa conocida, residente en Sídney" diferente, que "planificó un menú, contribuyó con las recetas, ayudó con la cocina y organizó la mesa".
Fulton comenzó a aparecer en anuncios a finales de la década de 1950. Promocionó el pulidor de suelos Johnson's Glo-coat y el pulidor de superficies Johnson's Pride desde su "cocina bien equipada en Sídney" en marzo de 1957. Más tarde ese mismo año, a los lectores de The Australian Women's Weekly se les dijo que "Margaret Fulton, experta economista doméstica", creía que Sellotape "es tan confiable" en un anuncio a color de página completa, que también ofrecía consejos útiles de Fulton para usar el producto, como sellar bolsas de plástico "para congelar alimentos" y sujetar mangos de ollas. En 1959, Fulton les dijo a los lectores que usaba Sellotape "cada semana para pegar mis cientos de recortes de recetas en libros de referencia".
Los posibles compradores de la revista Woman's Day en julio de 1964 fueron prometidos un "suplemento de 8 páginas" de Fulton, quien era conocida por su clase de cocina del martes en el Bistró de Sídney. Sus contribuciones regulares continuaron durante toda la década con el suplemento a todo color de 1968 con recetas de comida italiana, que fue descrito por la revista como "¡nuestro más emocionante... jamás visto!".

## Años 1960 y 1970
The Margaret Fulton Cookbook fue publicado por Paul Hamlyn en 1968 y fue un éxito instantáneo. Para 1978, había vendido "más de dos tercios de un millón de copias".
Ella volvió al tema italiano con la publicación de su Libro de Cocina Italiana en 1973. El Canberra Times dijo que las recetas eran "simples, probadas... y cuando era necesario, adaptadas para adaptarse a la escena local"; sin embargo, Fulton pudo "añadir autenticidad al libro al hacer un viaje a Italia y verificar la comida de primera mano". Se citó a la autora recomendando a los cocineros que "busquen los ingredientes especiales en una buena tienda de delicatessen o en la sección gourmet de grandes tiendas minoristas. Utilicen solo el mejor aceite de oliva italiano de calidad y cuando usen queso rallado como Parmesano o Romano, cómprenlo en trozos y rállelo según lo necesiten".
En octubre de 1973, Fulton fue nombrada en la Comisión Provisional del Gobierno Federal sobre Normas del Consumidor, que se formó para "alcanzar tantos grupos como sea posible" y "encontrar las áreas donde la acción" sobre las normas era "más urgente".
Entrevistada en 1975, Fulton proporcionó recetas de estilo italiano y chino para los lectores. Incluyó en sus consejos para "jóvenes que establecen un hogar por primera vez" que deberían "comprar un par de cacerolas realmente buenas y, si es posible, invertir en una cazuela de hierro ... duran toda la vida y en estos días son tan atractivas que pueden llevarse a la mesa".
Siguiendo la popularidad de la serie dramática de televisión de la BBC de finales de la década de 1970, The Duchess of Duke Street, ambientada en Londres entre 1900 y 1925, Fulton tuvo un programa de cocina en horario estelar de episodios de 5 minutos basado en recetas de la época.
En 1979, su interés en la cocina china la llevó a liderar una gira gastronómica planificada de 23 días, que incluiría "los mejores restaurantes" de Guangzhou, Shanghái, Jinan, Qingdao, Kunming y Beijing. Fulton dijo que la gira también visitaría "sitios históricos... comunas, universidades, fábricas e institutos de artesanía". También esperaba que hubiera "una oportunidad para ver procedimientos de acupuntura en un hospital chino".

## Vida posterior e influencia
En los Honores del Día de la Reina de 1983, Fulton recibió la Medalla de la Orden de Australia "En reconocimiento al servicio a los medios de comunicación como periodista y escritora en el campo de la cocina".
El estímulo de Fulton hacia la cocina china fue reconocido como un contribuyente al desarrollo de Chinatown en Sídney, donde "pocos no chinos" se habían aventurado "antes de la década de 1950". Fulton fue una de las escritoras que "comenzó a ofrecer recetas chinas a la Australia de Menzies" (recordando la era de Robert Menzies como primer ministro de 1949 a 1966) y, como resultado, los "pocos restaurantes" de Chinatown fueron vistos como una alternativa bienvenida a la cocina espartana de la época".
En 1998, Fulton fue agregada a la lista de 100 Tesoros Vivientes Australianos por el National Trust of Australia. El mismo año, una empresa de comidas envasadas 'Margaret Fulton's kitchen' fracasó. Fulton había estado involucrada en ello con el 'luminario gastronómico de Sídney' Anders Ousback.
En 2006, The Bulletin nombró a Fulton en su lista de "Los 100 australianos más influyentes". En la cita la describieron como alguien que "cambió la forma en que los australianos comían en casa". Es, escribieron, "la diosa doméstica original de Australia. Ningún escritor de cocina desde entonces puede reclamar su influencia generalizada... Fulton nos convirtió en aficionados a la comida".
Entrevistada por The Australian Women's Weekly en 2009, Fulton dijo:

"Escasamente pasa una semana en la que no se me invita a hablar en un evento de la industria alimentaria o de recaudación de fondos y siempre trato de aceptar. A mi edad, que me pidan que comparta lo que he aprendido es un placer y un privilegio".

En 2014, Fulton apareció en un sello postal australiano como parte de los 'Premios de Leyendas de Australia Post'. El chef Neil Perry, Kylie Kwong, Stephanie Alexander y Maggie Beer también fueron destacados en la misma serie de sellos.
Fulton falleció el 24 de julio de 2019 a la edad de 94 años. No se dio ninguna causa. El 30 de julio, el Primer Ministro de Nueva Gales del Sur anunció que la familia de Fulton había sido ofrecida un servicio conmemorativo estatal para Fulton, el cual la familia aceptó.

## Familia
Fulton tuvo una hija, Suzanne Gibbs, y dos nietas, Kate Gibbs y Louise Keats, todas las cuales siguieron carreras en el ámbito de la gastronomía. Kate Gibbs escribió dos libros de cocina y escribió un tercer libro sobre la vida de Margaret, titulado "Margaret y yo".
Louise Keats exploró el impacto de Fulton en su propia infancia en su libro ilustrado para niños "La Cocina de mi Abuela". Fulton apoyó la carrera gastronómica de Keats, incluso enviándola a la escuela de cocina Le Cordon Bleu. Keats luego estudió nutrición en la Universidad Deakin y escribió cinco libros de cocina más, atribuyendo a Fulton por inspirar su pasión por la comida y la cocina.

## Honores y premios
- 1983 – Medalla de la Orden de Australia.[32]
- 1986 – 'diploma de honor' del Comité Interprofessionnel du vin de Champagne.[33]

## Publicaciones
Fulton escribió muchos libros, entre ellos:
- El libro de cocina de Margaret Fulton (varias ediciones)[12][34]
- Enciclopedia de alimentación y cocina. [33]